# Hernán Crespo

Hernán Jorge Crespo (født 5. juli 1975) er en argentinsk fodboldspiller, der spillede i italienske Parma FC. Hans kælenavn er "El Polaco" fordi hans mormor var fra Polen. Crespo har spillet i følgende klubber:
1993–1996 River Plate 62 Kampe (24mål)
1996–2000 Parma 116 Kampe (61mål)
2000–2002 Lazio 54 Kampe (39mål)
2002–2003 Internazionale Kampe 18 (7mål)
2003–2008 Chelsea Kampe 049 (20mål)
2004–2005 → Milan (loan) Kampe 028 (10mål)
2006–2008 → Internazionale (loan) Kampe 48 (18mål)
2008–2009 Internazionale Kampe 15 (3mål)
2009–2010 Genoa Kampe 8 (4mål)
2010–2011 Parma (11mål)
2011-2012 Parma slut på karriere